# Фріц Галланд
Фріц «Тобі» Галланд (нім. Fritz «Toby» Galland; 21 травня 1910, Реклінґгаузен — ?) — німецький адвокат і офіцер, гауптман резерву люфтваффе (1 липня 1942). Доктор права.

## Біографія
Старший з чотирьох братів Галланд. Під час Другої світової війни служив у винищувальній та розвідувальній авіації. З 26 травня 1942 року служив у 2-й ескадрильї 3-ї винищувальної ескадри, з 10 серпня 1942 року — в 7-й ескадрильї 5-ї винищувальної ескадри. З жовтня або листопада 1943 року — командир 2-ї ескадрильї 14-ї розвідувальної групи. З 15 листопада 1943 року — командир 1-ї ескадрильї 11-ї нічної розвідувальної групи. З 11 липня 1944 року — командир 3-ї ескадрильї 104-ї винищувальної ескадри. З 3 серпня 1944 року служив у 10-й винищувальній групі, потім — командир ескадрильї 111-ї винищувальної ескадри. З 23 вересня 1944 до 28 квітня 1945 року — командир 1-ї ескадрильї 104-ї винищувальної ескадри. 28 квітня 1945 року здався в полон у Больцано.
Відома лише одна повітряна перемога Фріца Галланда — радянський винищувач МіГ-1, збитий 26 травня 1942 року.

## Нагороди
- Комбінований Знак Пілот-Спостерігач[2]
- Залізний хрест 2-го класу[2]